# Miramar Beach
Miramar Beach est une census-designated place du comté de Walton, dans l’État de Floride, aux États-Unis. Sa population s’élevait à 6 146 habitants lors du recensement de 2010.

## Démographie
| 2000  | 2010  | - | - | - | - |
| ----- | ----- | - | - | - | - |
| 2 435 | 6 146 | - | - | - | - |

| Groupe            | Miramar Beach | Floride | États-Unis |
| ----------------- | ------------- | ------- | ---------- |
| Blancs            | 93,8          | 75,0    | 72,4       |
| Asiatiques        | 1,8           | 2,4     | 4,8        |
| Métis             | 1,5           | 2,5     | 2,9        |
| Afro-Américains   | 1,4           | 16,0    | 12,6       |
| Autres            | 1,4           | 3,6     | 6,2        |
| Amérindiens       | 0,3           | 0,4     | 0,9        |
| Total             | 100           | 100     | 100        |
|                   |               |         |            |
| Latino-Américains | 4,4           | 22,5    | 16,7       |

Selon l’American Community Survey, pour la période 2011-2015, 91,89 % de la population âgée de plus de 5 ans déclare parler l'anglais à la maison, 1,67 % déclare parler l'espagnol, 1,28 % le thaï, 0,97 % le polonais, 0,91 % le français, 0,89 % le tagalog et 2,38 % une autre langue.